# تيس أوليفيرا
تيس أوليفيرا (بالبرتغالية: Tess Oliveira‏) هي لاعبة كرة الماء برازيلية، ولدت في 6 يناير 1987 في ساو باولو في البرازيل.

## وصلات خارجية
- تيس أوليفيرا على موقع أوليمبيديا (الإنجليزية)
- تيس أوليفيرا على موقع اللجنة الأولمبية البرازيلية (البرتغالية)